# Alihonou
Alihonou  est un prénom masculin de l'ethnie Goun au Bénin. ce prénom signifie homme d'honneur. ce prénom signifie L'enfant de la route. Il est donné à l'enfant garçon né sur la route avant que sa mère n'arrive à la maternité,.Information supplémentaire